# 西藏自然科学博物馆
西藏自然科学博物馆（英語：Tibet Museum of Natural Science）是一座自然科学类的综合型博物馆，主馆位于西藏自治区拉萨市。馆长是党卫东。

## 历史
西藏自然科学博物馆是自然博物馆、科技馆、展览馆“三馆合一”的公益性特大综合型博物馆。这是西藏自治区第一座特大综合型博物馆。填补了西藏自治区没有自然博物馆、科技馆的空白。位于拉萨市城关区藏大东路9号，2010年10月8日开工。2015年10月1日建成开馆试运营，2016年10月1日正式开馆运营。
该博物馆一期项目规划用地200亩，投资44250万元人民币，建筑面积33000平方米；二期项目为分设在西藏自治区7个地、市的主题场馆，已列入西藏自治区“十二五”重大项目规划。

## 展览
该博物馆的主馆设有自然博物馆（地球之巅）、科技馆（探索体验）、展览馆（西藏人文），通过带有体验感的场景展示及互动展览，参观者可了解西藏的自然景观、科学技术、历史文化。该博物馆的主馆还设有科普活动室、4D电影厅、穹幕影院等附属设施。
- 地球之巅：设有高原隆起、神奇山水、生命奇迹、世界屏障、高原科考等5个主题展区。
- 探索体验：设有探索之路、智慧乐园、科技之光、体验世界屋脊等4个主题展区。
- 西藏人文：设有文明火种、文字文献、宗教文化、传统艺术、民风民俗、交流保护等6个主题展区。[2]